# Dhapla
Een dhapla is een slaginstrument uit de Hindoestaanse muziek.
Het instrument wordt met stokken bespeeld en vaak gebruikt tijdens bruiloftfeesten. Het is een platte trommel die gemaakt is van bamboe. Het heeft een diameter van ongeveer een meter en is bespannen met een geitenvel.